# Ernst Barlach

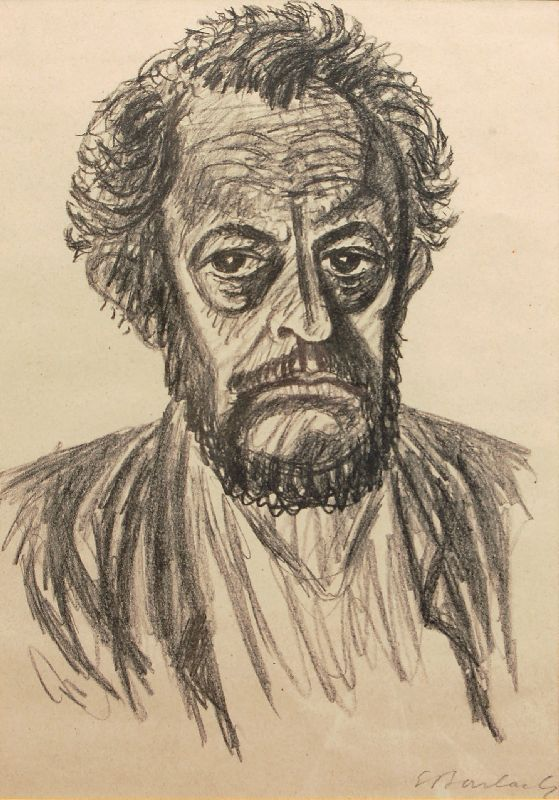
Zelfportret (1928)

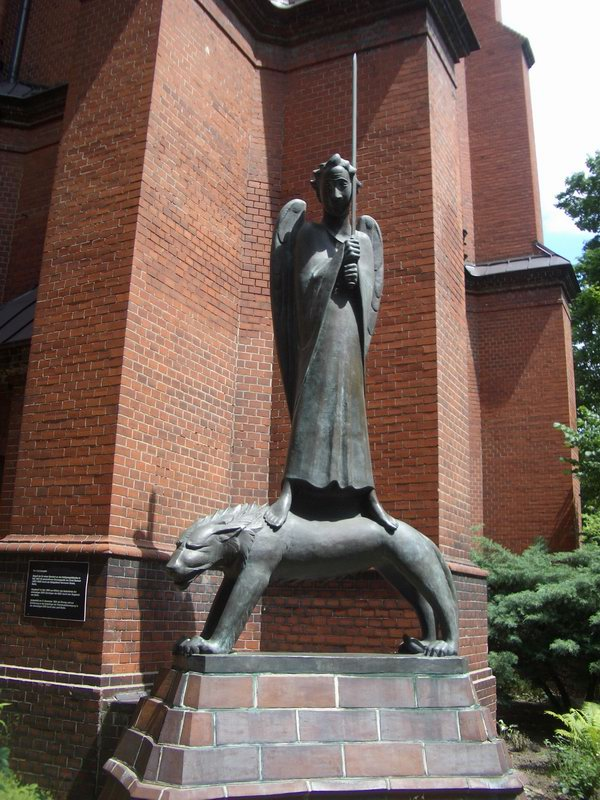
Der Geistkämpfer (1928/1990), Gethsemanekirche Berlijn Prenzlauer Berg

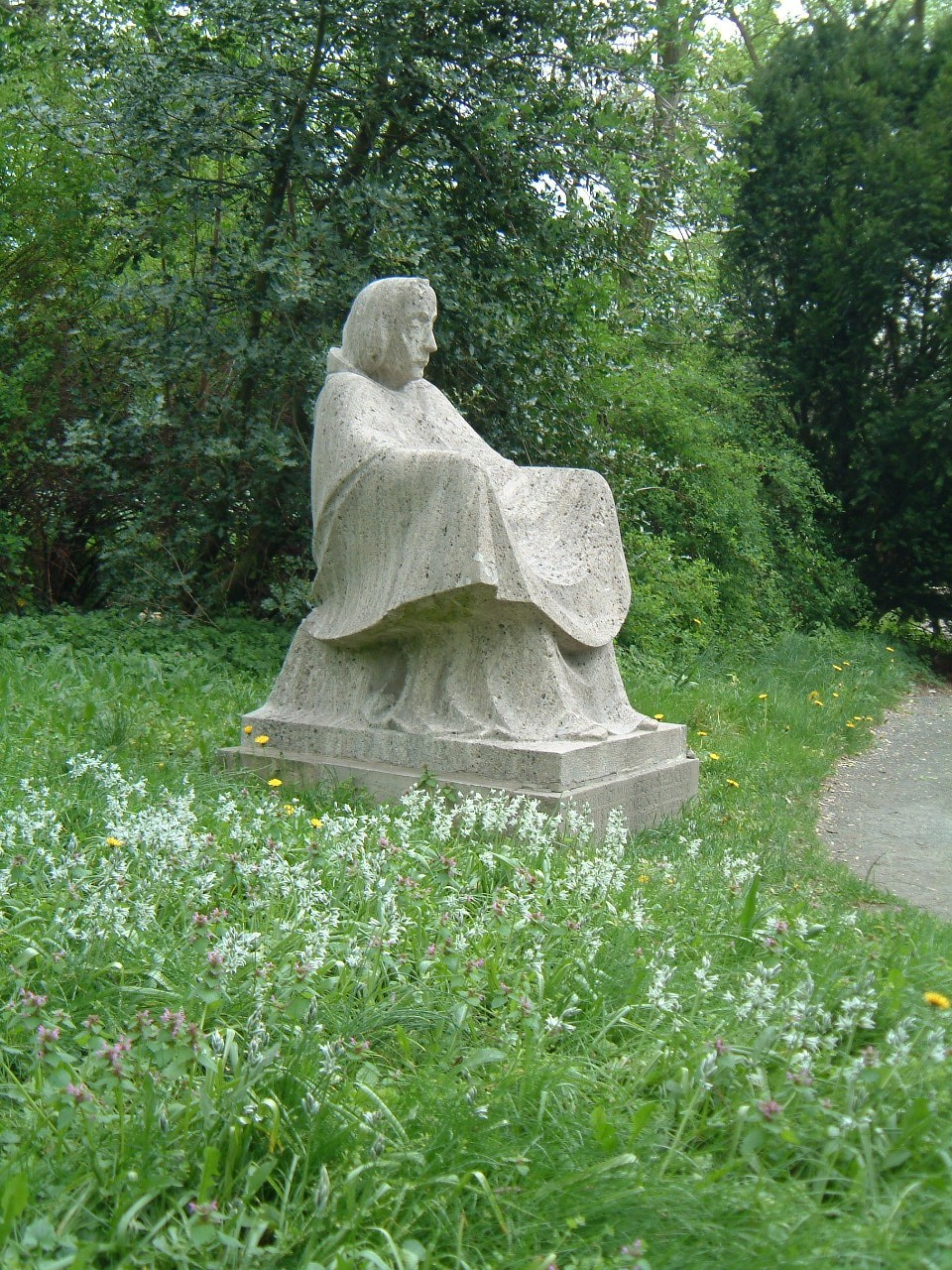
Mutter Erde in Güstrow

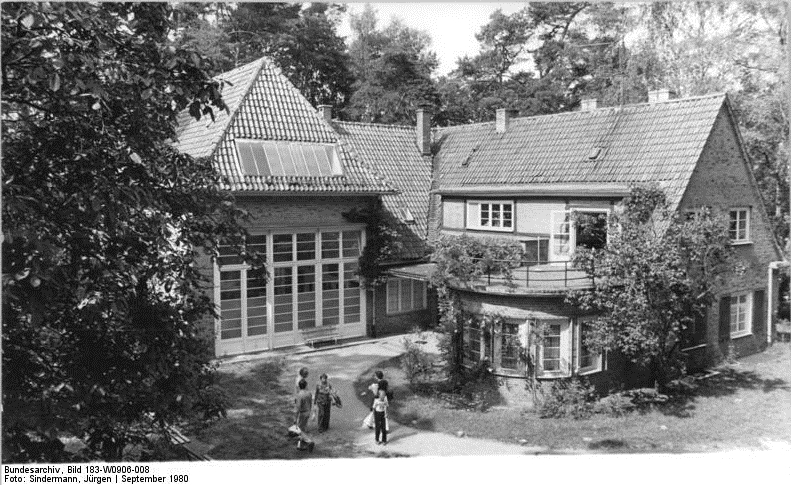
Atelier Inselsee in Güstrow

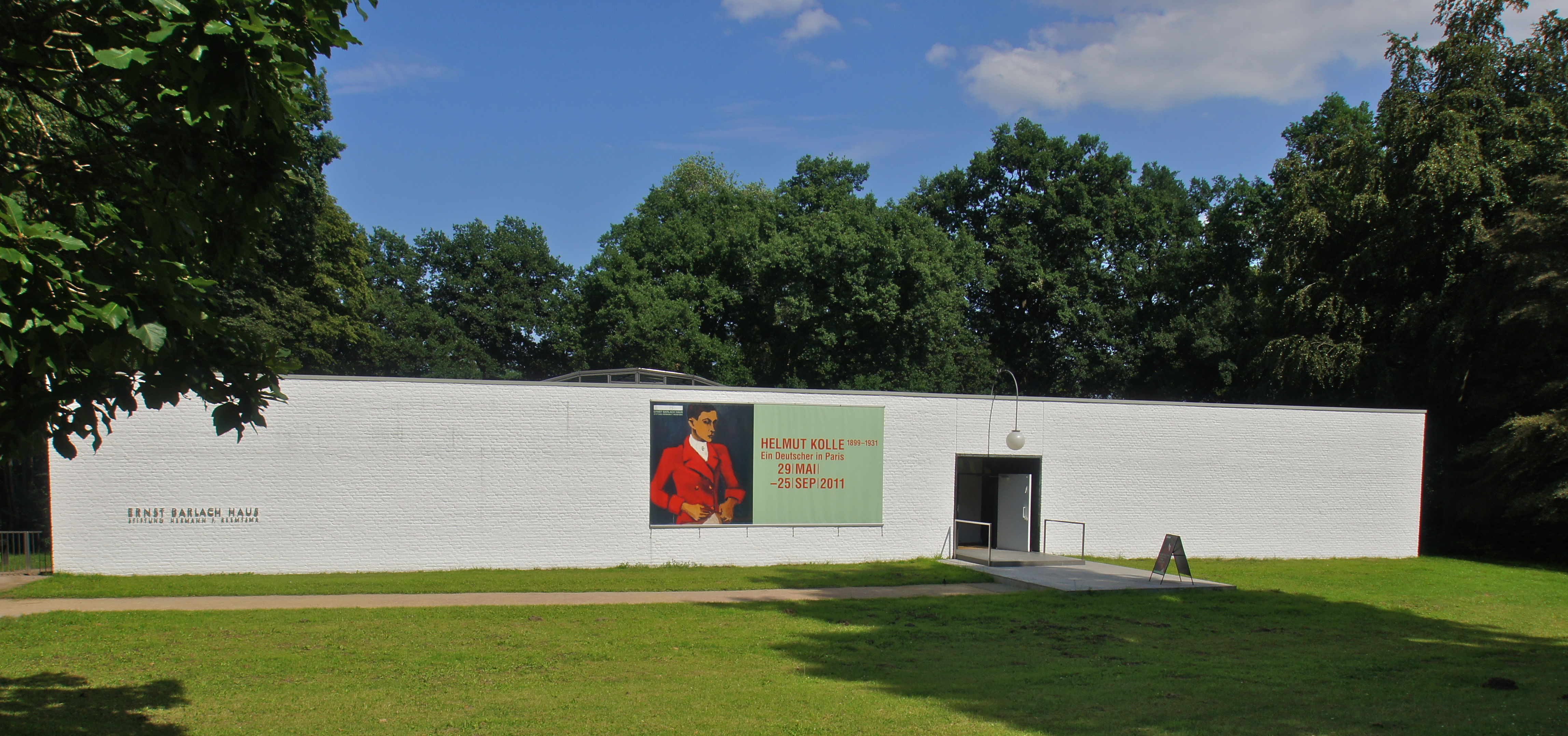
Het museum Ernst Barlachhuis in Othmarschen (Hamburg)

Ernst Barlach (Wedel, Pinneberg, 2 januari 1870 - Rostock, 24 oktober 1938) was een Duitse expressionistische beeldhouwer en schrijver.

## Biografie
Barlach volgde een opleiding tot kunstschilder en beeldhouwer aan de kunstacademie in Dresden bij Robert Dietz. Hij vervolgde zijn studie aan de Académie Julian in Parijs en kreeg in 1909 een beurs voor een verblijf in de Villa Romana in Florence. Vanaf 1897 was Barlach als vrij kunstenaar werkzaam. Hij trok zich in 1901 terug in zijn geboortestad Wedel. In 1906 bezocht hij Rusland om inspiratie op te doen en in 1910 verhuisde hij naar Güstrow in Mecklenburg, waar hij een atelier/woonhuis liet bouwen aan de Inselsee. Hij schiep hier zijn belangrijkste werken.
Barlach maakte diverse herdenkings- en oorlogsmonumenten: in 1922 Schmerzensmutter in Kiel; in 1929 Der Schwebende in de kathedraal van Güstrow; in 1928 Der Geistkämpfer in Kiel; in 1929 het Magdeburger Ehrenmal in de dom van Maagdenburg en in 1931 het Hamburger Ehrenmal.
In 1934 behoorde Barlach tot de kunstenaars die de zogenaamde Aufruf der Kulturschaffenden van de NSDAP heeft ondertekend. Dit voorkwam niet dat tegen Barlach een lasterkampagne werd gevoerd, hetgeen uiteindelijk leidde tot de vernieling of verwijdering van diverse monumenten (enkele werken zijn in 1945 vervangen of herplaatst). In 1937 kreeg hij een expositieverbod opgelegd door de Reichskammer der bildenden Künste. Zijn kunstuitingen werden door het naziregime beschouwd als Entartete Kunst. Meer dan 400 werken werden als zodanig uit openbare collecties verwijderd.
Barlach overleed in 1938 op 68-jarige leeftijd in een kliniek in Rostock aan de gevolgen van een hartaanval en werd begraven in Ratzeburg. Postuum werd zijn werk getoond op de Documenta 1 (1955) en III (1964).

## Selectie van werken
- 1894 Die Krautpflückerin
- 1908 Sitzendes Weib, Neurenberg
- 1914 Der Rächer Ernst Barnlach Haus, Hamburg
- 1920 Die Wandlungen Gottes: Der Gotliche Bettler
- 1926 Das Wiedersehen
- 1927 Güstrower Ehrenmal, Güstrow
- 1927 Der schwebende Engel Keulen
- 1928 Der singende Mann , Neurenberg
- 1928 Der Geistkämpfer, Kiel
- 1929 Magdeburger Ehrenmal, Maagdenburg
- 1930 Bettler auf Krücken, Ratzeburger Dom in Ratzeburg
- 1931 Hamburger Ehrenmal, Hamburg
- 1936 Der Buchleser, Schwerin

## Toneelstukken
- 1912 Der tote Tag
- 1918 Der arme Vetter
- 1920 Die echten Sedemunds
- 1922 Der Findling
- 1924 Die Sündflut
- 1926 Der blaue Boll
- 1927 Der Graf von Ratzeburg

## Fotogalerij

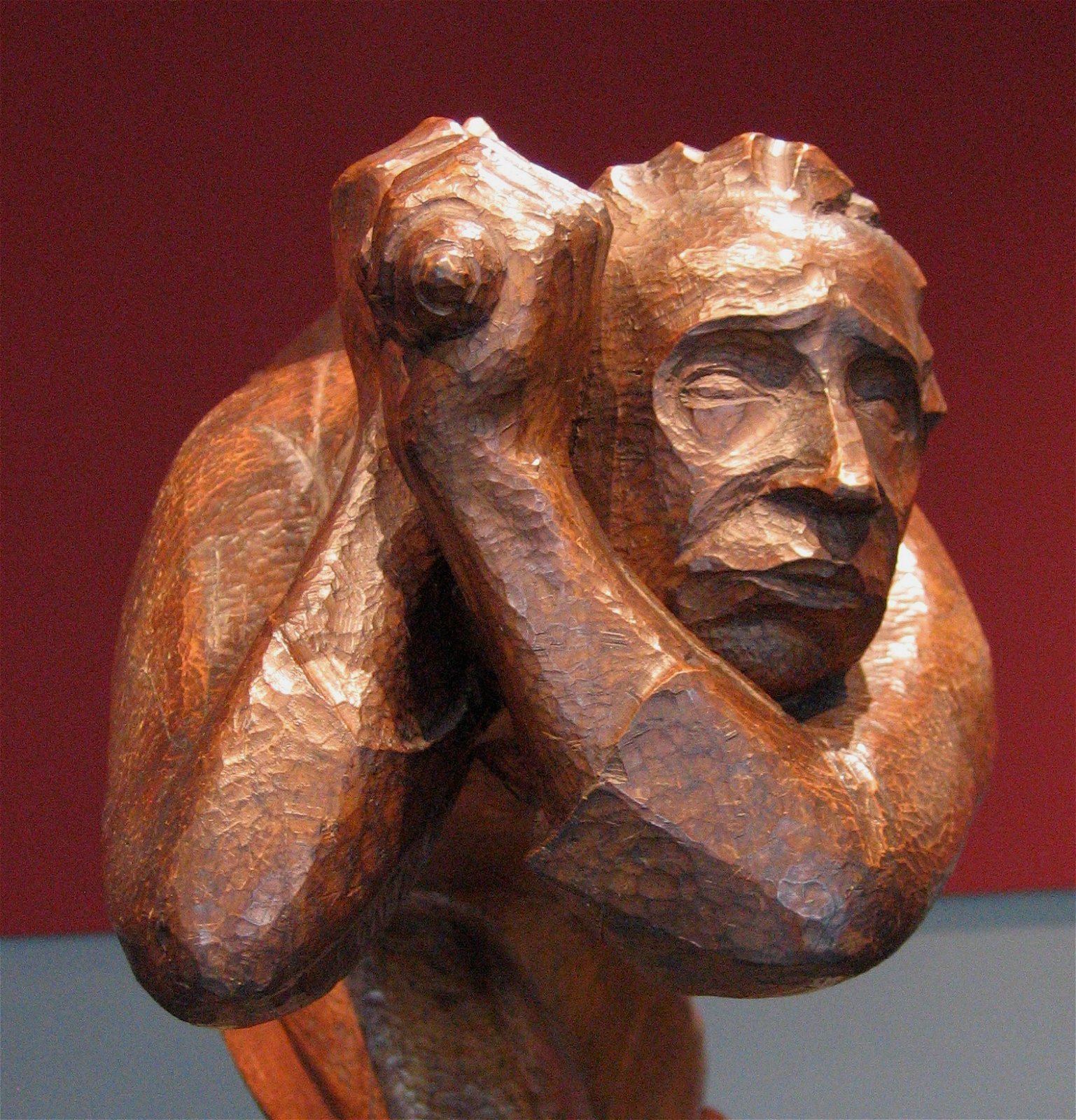
Der Rächer (1922)
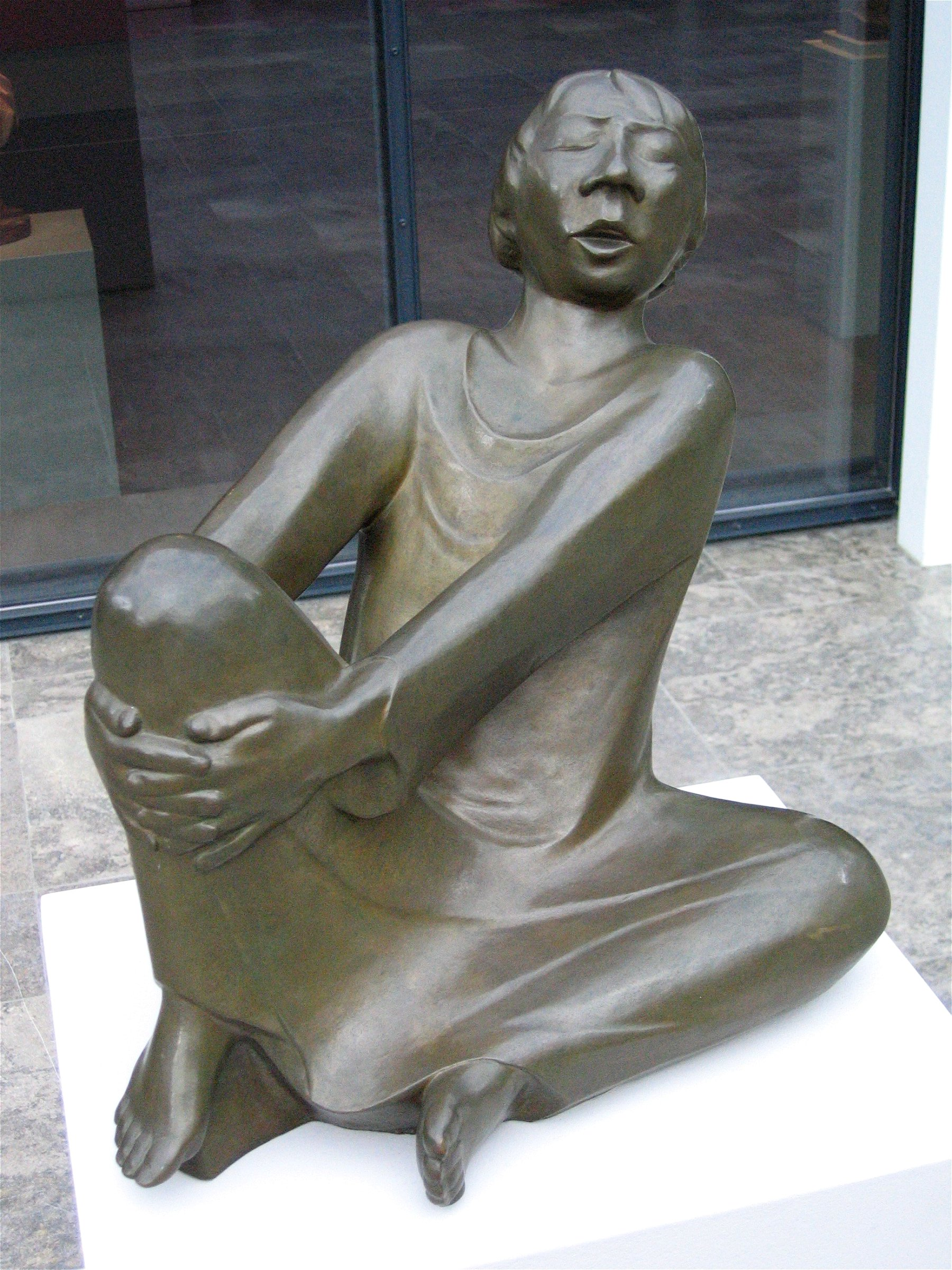
Der singende Mann (1928)
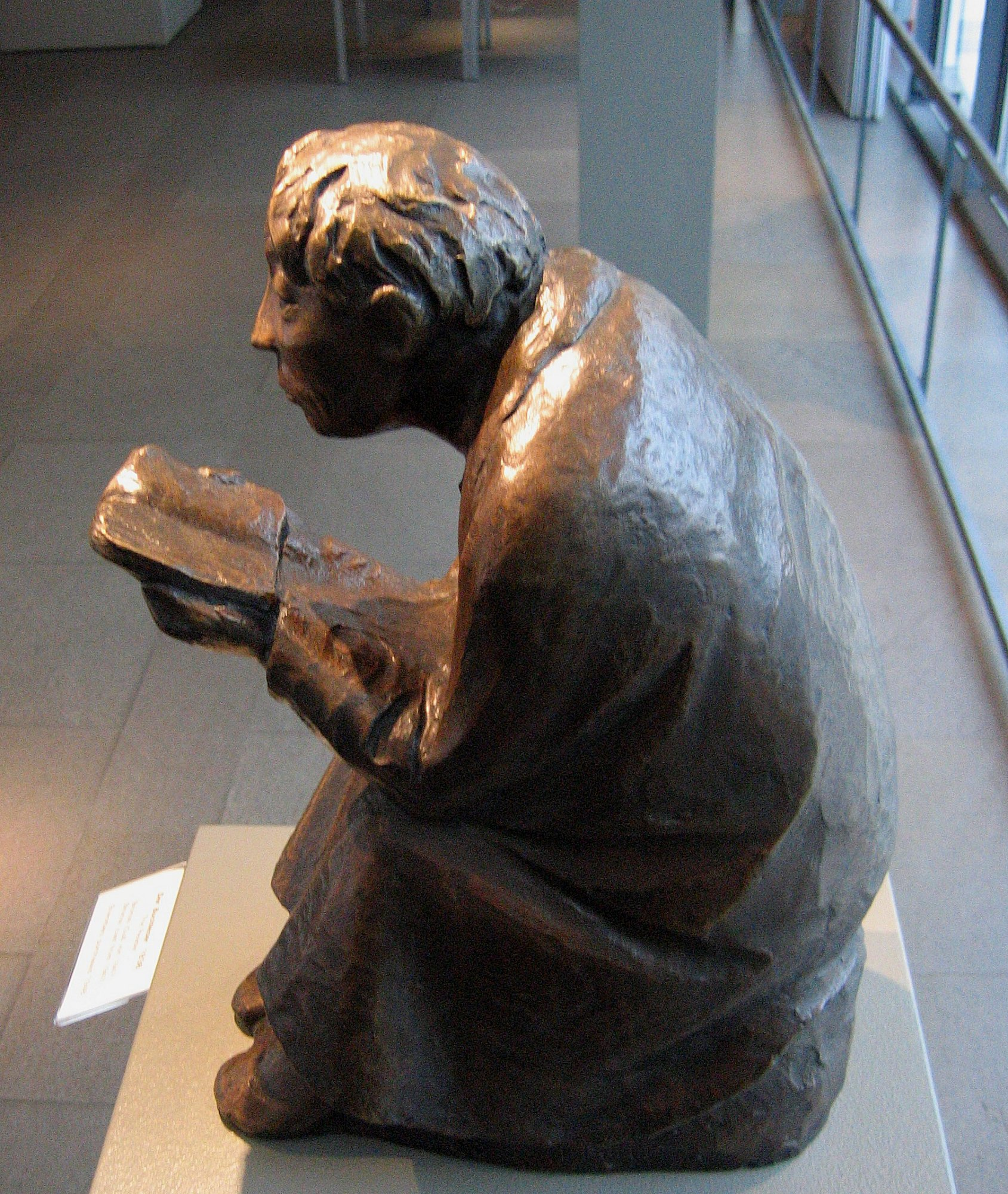
Der Buchleser (1936)
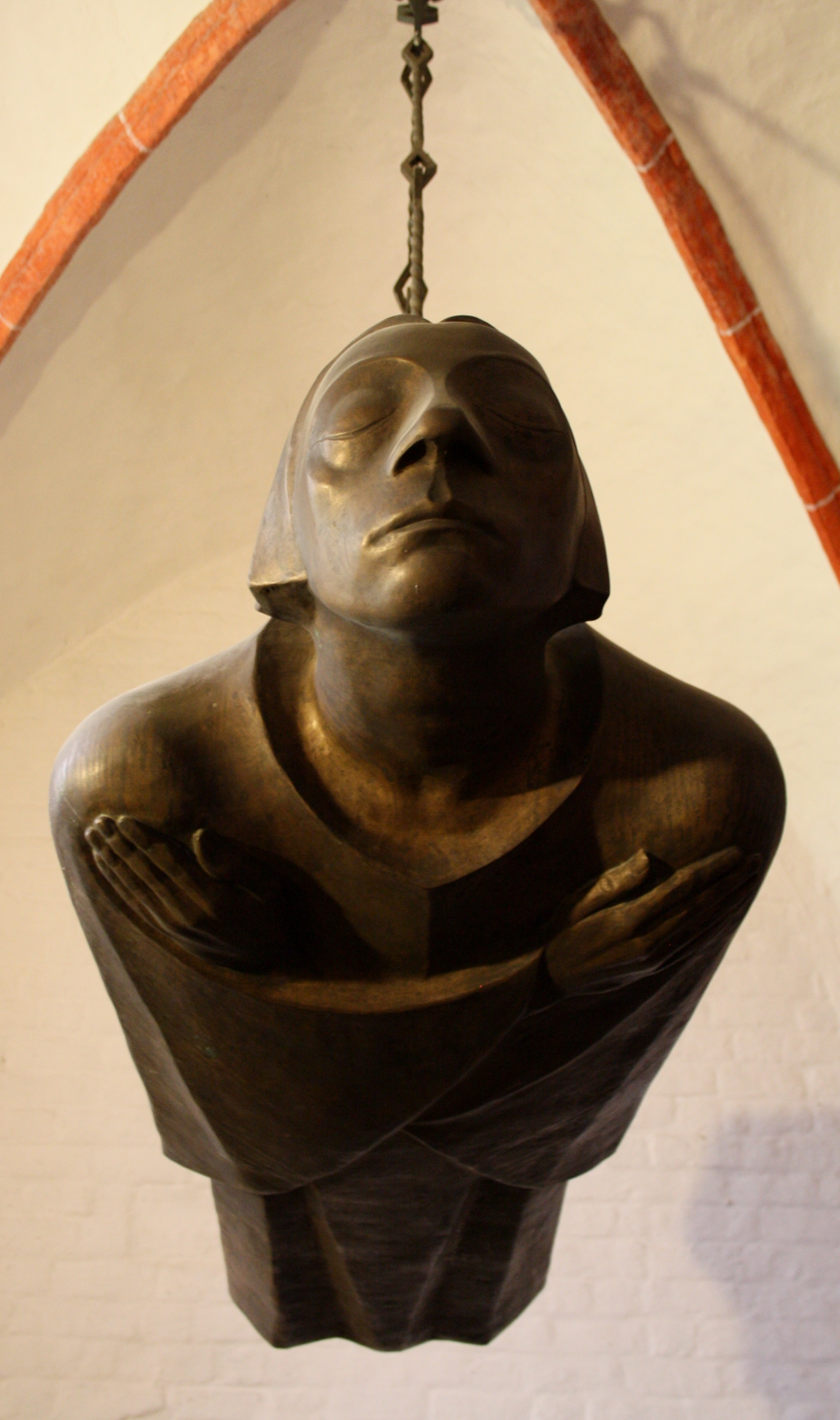
De engel, Dom van Güstrow
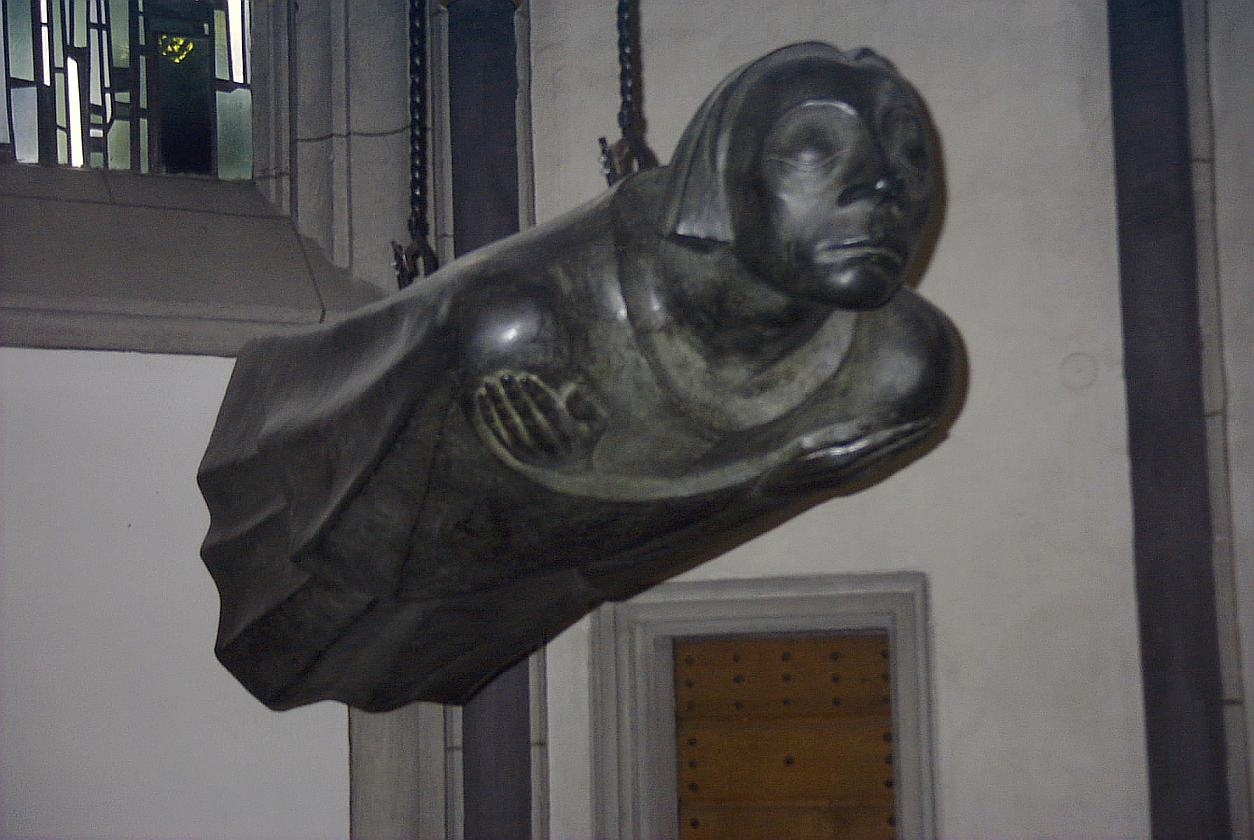
Der Schwebende (1927/1942) Antoniterkirche Keulen